# بویایی‌پریشی
بویایی‌پریشی یا پاروسمی (به انگلیسی: Parosmia) آسیب، اختلال یا سوء تعبیر حس بویایی است.
آسیب بویایی‌پریشی باعث می‌شود تا مغز از شناسایی درست رایحه «طبیعی» یک بو ناتوان شود و آن را بویی ناپسند حس کند.
بوهای معمولی در مشام بیمار بویایی‌پریش به صورت بوی سوختگی، گندیدگی، مدفوع، یا بویی شیمیایی بوییده می‌شود.

## درمان
بویایی‌پریشی در بیماران دچارشده با گذر زمان کاهش می‌یابد. البته مواردی نیز پیش می‌آید که بویایی‌پریشی سال‌ها ادامه می‌یابد. آزمایش‌هایی برای درمان بویایی‌پریشی از طریق ال-دوپا (L-Dopa) صورت گرفته‌است اما به جز آن درمان دیگری به غیر از کوشش در کاهش بویایی یا خوش‌آیند کردن بویایی برای این آسیب یافته نشده‌است.
در پزشکی به کاهش بویایی کم‌بویایی (هیپوسمی) و به از دست دادن حس بویایی، نابویایی (آنوسمی) گفته می‌شود.